# The Beatles (cellule terroriste)
Pour les articles homonymes, voir The Beatles.
The Beatles est une cellule terroriste du Front al-Nosra, puis de l'État islamique composée de quatre membres surnommés « John », « Paul », « Ringo » et leur chef « George » par des otages à cause de leur accent britannique,,. Ils ont décapité des personnes en Irak et en Syrie, dont les journalistes américains James Foley et Steven Sotloff, ainsi que des travailleurs humanitaires, dont un Britannique. Des vidéos montrant les décapitations ont été diffusées,.

## Exactions
À partir d'au moins fin 2012, le groupe commence à organiser l'enlèvement et la détention d'otages occidentaux en vue d'en soutirer des rançons. Les Beatles réalisent eux-mêmes l'enlèvement de James Foley, John Cantlie, Federico Motka et David Haines.
D'abord affilié au Front al-Nosra, le groupe rallie l'État islamique en 2013. 
Selon le Département d'État des États-Unis, le groupe est responsable de plus de 27 mises à mort de prisonniers, dont quatre ressortissants américains : les travailleurs humanitaires Kayla Mueller et Peter Kassig, et les journalistes James Foley et Steven Sotloff,.
Les deux complices de « Jihadi John », El-Shafee el-Sheikh et Alexanda Amon Kotey, binationaux britanniques et ghanéen pour l'un, chypriote pour l'autre, ont été capturés début 2018 par les forces kurdes syriennes.

## Composition
- « Jihadi John » : Mohammed Emwazi
- « Ringo » : Shafee el-Sheikh
- « Paul » : Aine Lesley Davis[9]
- « George » :  Alexanda Kotey